# تدرج اجتماعي

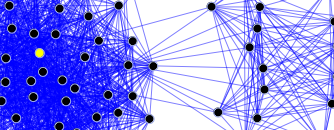

التدرج الاجتماعي (بالإنجليزية: Social Stratification)‏ يمتاز كل مجتمع من المجتمعات البشرية، بشكل أو آخر، من أشكال الترتيب أو التسلسل بين طبقاته، سواء في تمايز الأسر أو العائلات بعضها عن بعض، أو في ترتيبها في طبقات متدرجة، من الملكية أو الثروة أو الهيبة أو القوة أو النفوذ. لذا، عرَّف أحد العلماء هذا المصطلح بوصفه تباين ترتيب الأفراد، الذين يكونون نسقاً اجتماعياً، ومعاملتهم على أساس أن بعضهم أعلى منزلة من الآخرين، في ضوء بعض الاعتبارات والأسس الاجتماعية المهمة. وهذا يعني أن التدرج هو نوع من الترتيب أو التسلسل، على أساس بُعد الهيبة (بالإنجليزية: Prestige)‏.
وينطوي التدرج الاجتماعي على عدم المساواة، التي تنجم إما عن الوظائف الحقيقية، التي يؤديها الأشخاص، أو عن القوة المتفوقة أو القدرة على التحكم في الموارد، التي يمتلكها الأفراد والجماعات، أو قد تنجم عن كليهما معاً. ويعني التدرج الاجتماعي، بشكل أكثر تحديداً، أنه اختلاف السكان وتمايزهم في هرم الترتيب الطبقي. حيث يَتَأَسَّس هذا التدرج على عدم المساواة في توزيع الحقوق والامتيازات، من ناحية، والواجبات والمسؤوليات، من ناحية أخرى، كما يقوم على تمايز القيم والحاجات ومراكز القوة بين أعضاء المجتمع.
وعلى هذا يشير مصطلح «التدرج الاجتماعي» إلى وجود جماعات أو شرائح اجتماعية تتفاوت فيما بينها، على أساس الملكية أو الدخل أو التعليم أو المراكز الاجتماعية. ويحمل التدرج الاجتماعي، غالباً، في أي مجتمع ـ سواء كان بسيطاً أو معقداً ـ معاني تتصل بتباين الأشخاص، فيما يتعلق بالهيبة والاحترام، وكذلك التباين التنظيمي أو المؤسسي.

## نظرة عامة

### التعريف والاستخدام
يستخدم مصطلح التدرج الطبقي الاجتماعي في العلوم الاجتماعية لكي يصف الأوضاع الاجتماعية النسبية للأشخاص داخل جماعة وفئة اجتماعية معينة، أو إقليم جغرافي، أو وحدة اجتماعية أخرى. فالمصطلح مشتق من الأصل اللاتيني «ستراتوم Strâtum» (الذي يعني طبقات أفقية متوازية)، إذ يشير إلى تبويب المجتمع لأفراده داخل تصنيفات لفئات اجتماعية واقتصادية قائمة على عوامل مثل الثروة والدخل والحالة الاجتماعية والوظيفة والقوة. ويصنف التدرج الطبقي عادة على نطاق واسع، في المجتمعات الغربية الحديثة، إلى ثلاثة أقسام كبرى من الطبقات الاجتماعية: الطبقة العليا، والوسطى، والدنيا. ويمكن تقسيم كل واحدة من تلك الطبقات أكثر بشكل فرعي إلى طبقات أصغر، كأن نقول الطبقة الوسطى العليا. يمكن تحديد الطبقة الاجتماعية أيضًا بناء على روابط القرابة والعلاقات الطائفية.
يستخدم ويفسر مفهوم التدرج الطبقي الاجتماعي غالبًا، بشكل مختلف ضمن نظريات معينة. ففي السوسيولوجيا على سبيل المثال، يقترح أنصار نظرية الفعل أن التدرج الطبقي الاجتماعي موجود بشكل شائع في المجتمعات المتقدمة، إذ يصبح من الضروري وجود هيمنة هرمية لتدعيم النظام الاجتماعي والحفاظ على بنية اجتماعية مستقرة. فتشير ما تسمى بنظريات الصراع، مثل الماركسية، إلى عدم إمكانية الوصول للموارد، ونقص للحراك الاجتماعي الموجود في المجتمعات الطبقية. انتقد العديد من المنظرين السوسيولوجيين ذلك الواقع الذي يجعل الطبقات العاملة غير قادرة على الأرجح في إحراز تقدم اقتصادي واجتماعي، بينما يميل الأثرياء إلى الاحتفاظ بالقوة السياسية التي يستخدمونها لاستغلال البروليتاريا (الطبقة العاملة).
يؤكد السوسيولوجي الأمريكي تالكوت بارسونز على أن استقرار النظام الاجتماعي، ينتظم في جانب منه، عبر القيم العالمية. ولا تتطابق تلك القيم مع مفهوم (الإجماع)، ولكنها تكون حافزًا فعليًا للصراع الاجتماعي، كما كان هو الحال لمرات عديدة عبر التاريخ. لم يزعم بارسونز أبدًا أن تلك القيم العالمية في حد ذاتها، ترضي متطلبات المجتمع الوظيفية، فالأسس التي يقوم عليها المجتمع في الواقع، تمثل أكثر من مجرد تقنين معقد للعوامل التاريخية الناشئة. يلاحظ المنظرون أمثال رالف دارندورف ذلك الميل نحو توسيع الطبقة الوسطى في المجتمعات الغربية الحديثة بالتناوب، نتيجة ضرورة وجود قوى عاملة متعلمة في الاقتصاديات التكنولوجية. تشير العديد من وجهات النظر الاجتماعية والسياسية المشغولة بالعولمة، مثل نظرية التبعية، إلى أن تلك التأثيرات حدثت نتيجة التغير الحادث لأوضاع العمال في العالم الثالث.

### المبادئ الأربعة الأساسية
طرحت أربعة مبادئ لتأسيس التدرج الطبقي الاجتماعي. المبدأ الأول هو أن التدرج الاجتماعي يعرف اجتماعيًا على أنه خاصية مرتبطة بالمجتمع أكثر من ارتباطها بالفرد في ذلك المجتمع. الثاني هو أن التدرج الاجتماعي يعاد إنتاجه من جيل إلى جيل. الثالث هو أن التدرج الاجتماعي شيء عالمي (أي يوجد في كل المجتمعات)، لكنه متغير (يختلف باختلاف الزمان والمكان). الرابع هو أن التدرج الاجتماعي لا يشتمل فقط على تفاوت كمي ولكنه يشتمل أيضًا على معتقدات وتوجهات نوعية حول الوضع الاجتماعي.

### التعقيد
على الرغم من أن التدرج الطبقي غير مقتصر على المجتمعات المعقدة، فإن كل المجتمعات المعقدة تظهر سمات التدرج الطبقي. ففي أي مجتمع معقد، يوزع إجمالي مخزون السلع ذات القيمة، بشكل غير متساوٍ، بينما يتمتع الأفراد والأسر من ذوي الامتيازات الأكبر، بحصة غير متكافئة من الدخل والقوة والموارد الاجتماعية الأخرى ذات القيمة. يستخدم مصطلح (نظام التدرج الطبقي) أحيانًا لكي يشير إلى العلاقات الاجتماعية المعقدة، والبنيات الاجتماعية، التي تولد تلك التفاوتات الملحوظة. تتكون العناصر الأساسية لتلك النظم من: (أ) العمليات الاجتماعية المؤسسية، التي تعرف أنواعًا معينة من السلع بوصفها ذات قيمة ومرغوبة، (ب) قواعد التوزيع، التي تخصص السلع والموارد عبر المناصب المختلفة في تقسيم العمل (مثل الطبيب والمزارع وربة المنزل)، (ج) عمليات الحراك الاجتماعي التي تربط الأفراد بالمناصب، وبالتالي تولد سيطرة غير متكافئة على الموارد ذات القيمة.

### الحراك الاجتماعي
الحراك الاجتماعي هو حركة الأفراد والمجموعات الاجتماعية أو فئات الأشخاص، بين شرائح الطبقات، داخل نظام التدرج الطبقي. ويمكن لتلك الحركة أن تكون داخل الجيل الواحد، أو عابرة للأجيال أي بين جيلين أو أكثر. يستخدم هذا الحراك أحيانًا لتصنيف نظم التدرج الطبقي الاجتماعي. فنظم التدرج الطبقي المنفتح هي تلك التي تسمح بالتنقل بين الطبقات، عادة عن طريق وضع قيمة للأفراد عليهم إنجازها لتميز أوضاعهم. وتعتبر تلك المجتمعات والتي لديها أعلى مستويات للحراك داخل الأجيال، من أكثر أنظمة التدرج الطبقي انفتاحًا ومرونة. أما نظم التدرج الطبقي المغلقة، فهي تلك النظم التي لا يوجد فيها حراك يذكر، حتى على أساس عابر للأجيال، ففي النظم الطبقية على سبيل المثال، تكون كافة جوانب الأوضاع الاجتماعية بالانتساب، ويستمر هذا الوضع الاجتماعي للفرد منذ الولادة وحتى بقية عمره.

## نظريات التدرج الطبقي

### كارل ماركس
يتكون نمط الإنتاج الحديث في النظرية الماركسية، من شقين اقتصاديين أساسيين: البينة التحتية والبنية الفوقية. تشمل البنية التحتية على علاقات الإنتاج: ظروف العمل بين العامل وصاحب العمل، والتقسيم التخصصي للعمل، وعلاقات الملكية. تحدد الطبقة الاجتماعية وفقًا لماركس، بناء على علاقة الفرد بوسائل الإنتاج. يوجد على الأقل طبقتين في أي مجتمع مبني على أساس طبقي: ملاك وسائل الإنتاج، وأولئك الذين يبيعون عملهم لملاك وسائل الإنتاج. يلمح ماركس في بعض الأحيان، إلى أن الطبقات الحاكمة تبدو تقريبًا مالكة للطبقة العاملة نفسها، طالما أنها تمتلك قوة عملها فقط (العمل بالأجر)، وبالتالي تقدم مزيدًا من المجهود لكي تتمكن من البقاء على قيد الحياة. تحدد تلك العلاقات بشكل أساسي، أفكار وفلسفات المجتمع، وربما تتشكل طبقات إضافية بوصفها جزءًا من البنية الفوقية. تعمل أيديولوجية الطبقة الحاكمة -كما هو الحال عبر معظم تاريخ الأرستقراطية المالكة للأرض- على تدعيم الوعي المزيف، من خلال كل من المؤسسات السياسية وغير السياسية، وأيضًا من خلال الفنون وعناصر الثقافة الأخرى. عندما تسقط الأرستقراطية فإن البرجوازية ستحل محلها وتمتلك وسائل الإنتاج في النظام الرأسمالي. تنبأ ماركس بأن النمط الرأسمالي سوف يتلاشى في خاتمة المطاف من خلال صراعه الداخلي، ليفسح المجال أمام الوعي الثوري وتطوير المزيد من المجتمعات المتساوية والشيوعية.
يصف ماركس أيضًا طبقتين أخريين، هما الطبقة البرجوازية الصغرى، وطبقة ما دون البروليتاريا (اللومبنبروليتريا). البرجوازية الصغرى تشبه طبقة رجال الأعمال الصغيرة، الذين لا يراكمون ربحًا كافيًا في الواقع لكي يصبحوا جزءًا من البرجوازية، أو حتى يقتربون من أوضاعهم. أما طبقة ما دون البروليتاريا فهي طبقة فرعية، ليس لديها سوى وضع اجتماعي ضئيل أو معدوم. تشتمل تلك الطبقة على أمثال المومسات، والمتسولين، والمشردين أو المنبوذين الآخرين في مجتمع معين. وليس لأي من تلك الطبقات الفرعية تأثيرًا كبيرًا في الطبقتين الكبيرتين عند ماركس، لكن من المفيد معرفة أن ماركس أدرك الاختلافات داخل الطبقات.
يرى كل من مارفين هاريس وتيم إنغولد ولويس هنري مورغان، أن هؤلاء الذي يعيشون حياة الصيد والالتقاط كانوا مصدرًا لإلهام كارل ماركس وفريدريك إنغلز نحو الشيوعية. وقد تحدث مورغان عن موقف يعيش فيه الناس في مجتمع مشابه، ويجمعون أعمالهم ثم يتشاركون غنائم هذا العمل بشكل متساو وعادل. لقد أطلق على ذلك شيوعية في المعيشة. لكن عندما وسع ماركس تلك الأفكار، فإنه ظل يؤكد على ثقافة موجهة اقتصاديًا، مع تعريف ملكية العلاقات الأساسية بين الناس. ويمكن القول إنه لا تزال موضوعات الملكية والحيازة أقل تأكيدًا في مجتمعات الصيد والالتقاط. هذا بالإضافة إلى أن الأوضاع الاجتماعية والاقتصادية شديدة والاختلاف لحياة الصيد والالتقاط، ربما تفسر العديد من الصعوبات التي ظهرت عند تطبيق الشيوعية في الدول الصناعية. كما يشير إنغولد، فإن مفهوم الشيوعية، اقتلع من سياق الألفة، وسخر لتدعيم مشروع للهندسة الاجتماعية للدول الصناعية على نطاق واسع والتي تكتظ بملايين السكان؛ وقد أصبح في خاتمة المطاف يعني شيئًا آخر مختلفًا تمامًا عما قصده مورغان: أي مبدأ لإعادة التوزيع الذي يتخطى طبيعة كل الروابط الشخصية والعائلية، ويلغي تأثيرها.
الطرح المقابل لنظرية الصراع الماركسية هو نظرية الوظيفية البنائية، التي يحاجج بها كنغزلي دافيس وولبرت موور، إذ تنص على أن التفاوت الاجتماعي يضع دورًا حيويًا لعمل المجتمع بشكل سلس. وتحاجج فرضية دافيس-مور بأن المنصب لا يجلب القوة والنفوذ لأنه يتقاضى دخلًا مرتفعًا؛ وعوضًا عن ذلك فإنه يتقاضى دخلًا مرتفعًا لأنه منصب هام من الناحية الوظيفية، ولوجود ندرة بشكل أو بآخر في الموظفين المتاحين لهذا المنصب. تعد معظم الوظائف مرتفعة الدخل صعبة، وتتطلب مستوى عال من التعليم لكي يؤديها الفرد، والراتب هو الحافز في المجتمع بالنسبة لناس يكافحون من أجل إنجاز المزيد.